# 林孔山 (米西奧內斯省)

林孔山（西班牙語：Cerro Rincón），是阿根廷的山峰，位於該國東北部米西奧內斯省的馬努耶爾貝爾格拉諾將軍縣，毗鄰與巴西接壤的邊境，海拔高度843米，每年平均降雨量超過2,000毫米。